# Gouvernement du 30e Dáil
Irlande
29e Dáil 31e Dáil
Le gouvernement du 30e Dáil (en anglais : Government of the 30th Dáil) est le gouvernement de l'Irlande entre le 14 juin 2007 et le 9 mars 2011, durant la trentième législature du Dáil Éireann.

## Composition du27egouvernementd'Irlande

### Initiale (14 juin 2007)
| Portefeuille                                                           | Titulaire | Titulaire      | Parti |
| ---------------------------------------------------------------------- | --------- | -------------- | ----- |
| Premier ministre                                                       |           | Bertie Ahern   | FF    |
| Vice-Premier ministre Ministre des Finances                            |           | Brian Cowen    | FF    |
| Ministre de l'Agriculture, de la Pêche et de l'Alimentation            |           | Mary Coughlan  | FF    |
| Ministre de la Culture, des Sports et du Tourisme                      |           | Séamus Brennan | FF    |
| Ministre des Communications, de l'Énergie et des Ressources naturelles |           | Eamon Ryan     | GP    |
| Ministre des Affaires communautaires, rurales et du Gaeltacht          |           | Éamon Ó Cuív   | FF    |
| Ministre de la Défense                                                 |           | Willie O’Dea   | FF    |
| Ministre de l'Éducation et de la Science                               |           | Mary Hanafin   | FF    |
| Ministre des Entreprises, du Commerce et de l'Emploi                   |           | Micheál Martin | FF    |
| Ministre de l'Environnement, du Patrimoine et des Affaires locales     |           | John Gormley   | GP    |
| Ministre des Affaires étrangères                                       |           | Dermot Ahern   | FF    |
| Ministre de la Santé et de l'Enfance                                   |           | Mary Harney    | PD    |
| Ministre de la Justice, de l'Égalité et des Réformes législatives      |           | Brian Lenihan  | FF    |
| Ministre des Affaires sociales et familiales                           |           | Martin Cullen  | FF    |
| Ministre des Transports                                                |           | Noel Dempsey   | FF    |

## Composition du28egouvernementd'Irlande

### Initiale (7 mai 2008)
- Les nouveaux ministres sont indiqués en gras, ceux ayant changé d'attributions en italique.

| Portefeuille                                                               | Titulaire | Titulaire      | Parti |
| -------------------------------------------------------------------------- | --------- | -------------- | ----- |
| Premier ministre                                                           |           | Brian Cowen    | FF    |
| Vice-Premier ministre Ministre des Entreprises, du Commerce et de l'Emploi |           | Mary Coughlan  | FF    |
| Ministre de l'Agriculture, de la Pêche et de l'Alimentation                |           | Brendan Smith  | FF    |
| Ministre de la Culture, des Sports et du Tourisme                          |           | Séamus Brennan | FF    |
| Ministre des Communications, de l'Énergie et des Ressources naturelles     |           | Eamon Ryan     | GP    |
| Ministre des Affaires communautaires, rurales et du Gaeltacht              |           | Éamon Ó Cuív   | FF    |
| Ministre de la Défense                                                     |           | Willie O’Dea   | FF    |
| Ministre de l'Éducation et de la Science                                   |           | Batt O'Keeffe  | FF    |
| Ministre de l'Environnement, du Patrimoine et des Affaires locales         |           | John Gormley   | GP    |
| Ministre des Finances                                                      |           | Brian Lenihan  | FF    |
| Ministre des Affaires étrangères                                           |           | Micheál Martin | FF    |
| Ministre de la Santé et de l'Enfance                                       |           | Mary Harney    | Sans  |
| Ministre de la Justice, de l'Égalité et des Réformes législatives          |           | Dermot Ahern   | FF    |
| Ministre des Affaires sociales et familiales                               |           | Mary Hanafin   | FF    |
| Ministre des Transports                                                    |           | Noel Dempsey   | FF    |

### Remaniement du 23 mars 2010
- Les nouveaux ministres sont indiqués en gras, ceux ayant changé d'attributions en italique.

| Portefeuille                                                           | Titulaire | Titulaire      | Parti |
| ---------------------------------------------------------------------- | --------- | -------------- | ----- |
| Premier ministre                                                       |           | Brian Cowen    | FF    |
| Vice-Premier ministre Ministre de l'Éducation et des Compétences       |           | Mary Coughlan  | FF    |
| Ministre de l'Agriculture, de la Pêche et de l'Alimentation            |           | Brendan Smith  | FF    |
| Ministre du Tourisme, de la Culture et des Sports                      |           | Mary Hanafin   | FF    |
| Ministre des Communications, de l'Énergie et des Ressources naturelles |           | Eamon Ryan     | GP    |
| Ministre des Communautés, de l'Égalité et des Affaires du Gaeltacht    |           | Pat Carey      | FF    |
| Ministre de la Défense                                                 |           | Tony Killeen   | FF    |
| Ministre des Entreprises, du Commerce et de l'Innovation               |           | Batt O'Keeffe  | FF    |
| Ministre de l'Environnement, du Patrimoine et des Affaires locales     |           | John Gormley   | GP    |
| Ministre des Finances                                                  |           | Brian Lenihan  | FF    |
| Ministre des Affaires étrangères                                       |           | Micheál Martin | FF    |
| Ministre de la Santé et de l'Enfance                                   |           | Mary Harney    | Sans  |
| Ministre de la Justice et des Réformes législatives                    |           | Dermot Ahern   | FF    |
| Ministre de la Protection sociale                                      |           | Éamon Ó Cuív   | FF    |
| Ministre des Transports                                                |           | Noel Dempsey   | FF    |

### Remaniement du 20 janvier 2011
- Les nouveaux ministres sont indiqués en gras, ceux ayant changé d'attributions en italique.

| Portefeuille | Titulaire | Titulaire     | Parti |
| --- | --------- | ------------- | ----- |
| Premier ministre Ministre des Affaires étrangères                                                               |           | Brian Cowen   | FF    |
| Vice-Premier ministre Ministre de l'Éducation et des Compétences Ministre de la Santé et de l'Enfance           |           | Mary Coughlan | FF    |
| Ministre de l'Agriculture, de la Pêche et de l'Alimentation Ministre de la Justice et des Réformes législatives |           | Brendan Smith | FF    |
| Ministre du Tourisme, de la Culture et des Sports Ministre des Entreprises, du Commerce et de l'Innovation      |           | Mary Hanafin  | FF    |
| Ministre des Communications, de l'Énergie et des Ressources naturelles                                          |           | Eamon Ryan    | GP    |
| Ministre des Communautés, de l'Égalité et des Affaires du Gaeltacht Ministre des Transports                     |           | Pat Carey     | FF    |
| Ministre de l'Environnement, du Patrimoine et des Affaires locales                                              |           | John Gormley  | GP    |
| Ministre des Finances                                                                                           |           | Brian Lenihan | FF    |
| Ministre de la Protection sociale Ministre de la Défense                                                        |           | Éamon Ó Cuív  | FF    |

### Remaniement du 23 janvier 2011
- Les nouveaux ministres sont indiqués en gras, ceux ayant changé d'attributions en italique.

| Portefeuille | Titulaire | Titulaire     | Parti |
| --- | --------- | ------------- | ----- |
| Premier ministre Ministre des Affaires étrangères |           | Brian Cowen   | FF    |
| Vice-Premier ministre Ministre de l'Éducation et des Compétences Ministre de la Santé et de l'Enfance                                                              |           | Mary Coughlan | FF    |
| Ministre de l'Agriculture, de la Pêche et de l'Alimentation Ministre de la Justice et des Réformes législatives                                                    |           | Brendan Smith | FF    |
| Ministre du Tourisme, de la Culture et des Sports Ministre des Entreprises, du Commerce et de l'Innovation                                                         |           | Mary Hanafin  | FF    |
| Ministre des Communautés, de l'Égalité et des Affaires du Gaeltacht Ministre des Transports Ministre des Communications, de l'Énergie et des Ressources naturelles |           | Pat Carey     | FF    |
| Ministre des Finances |           | Brian Lenihan | FF    |
| Ministre de la Protection sociale Ministre de la Défense Ministre de l'Environnement, du Patrimoine et des Affaires locales                                        |           | Éamon Ó Cuív  | FF    |